# My Way (singel Limp Bizkit)
My Way – utwór amerykańskiego zespołu muzycznego Limp Bizkit, będący czwartym singlem z trzeciego albumu studyjnego zespołu, Chocolate Starfish and the Hot Dog Flavored Water. Został wydany w formacie CD 13 lutego 2001 roku nakładem Flip Records i Interscope Records.

## Muzyka
Pod kątem muzycznym utwór „My Way” jest w pewnym stopniu pójściem o krok dalej od tego, co stanowiło normę w twórczości Limp Bizkit w tamtym czasie. Wokalista zespołu Fred Durst w utworze bardziej używa klasycznego śpiewu niż rapu, rytmiczne tempo w zwrotkach jest nieco bardziej złożone, niż to, w którym muzycy normalnie grają, zaś gitarzysta grupy Wes Borland gra głównie skomplikowane linie melodyczne i w pełni dźwięczne akordy gitarowe zamiast przeważnie używanych w muzyce metalowej power chordów. DJ Lethal z kolei odgrywa i scratchuje sampel z tekstem „Check out my melody” wzięty z utworu „My Melody” autorstwa duetu Eric B. & Rakim, pochodzącego z wydanego w 1987 roku debiutanckiego albumu duetu, Paid in Full. W 2010 roku Limp Bizkit wykonywał podczas występów na żywo nową wersję piosenki zawierającą sampling z utworu zespołu AC/DC „Back in Black”.

## Teledysk
Teledysk do utworu powstał w 2001 roku, a za jego reżyserię odpowiadał Fred Durst. Jest on odejściem od dającego się dostrzec poważnego charakteru samej piosenki, co według Freda Dursta wynikało z faktu, że „zespoły mają tendencję do traktowania siebie zbyt poważnie”. Ponadto, jako że teledysk nie ma żadnego konkretnego motywu i został nakręcony w zasadzie tak, jak chciał zespół, bez żadnych ograniczeń, to w pewnym sensie podąża za motywem utworu.
Na początku teledysku Fred Durst i Wes Borland rozmawiają o tym, jak powinien wyglądać ten teledysk, a jako że obaj nie mają pomysłów, to Durst sugeruje, aby sprawdzili „garderobę” pod kątem pomysłów. Następnie klip przedstawia różne wygłupy członków zespołu, gdy próbują nakręcić film w różnych konwencjach, takich jak:
- duża orkiestra, w której Durst jest dyrygentem.
- linia motocykli, na których jadą członkowie zespołu.
- dżungla, w której członkowie zespołu są przebrani za jaskiniowców[1].

Teledysk zawiera także sceny przymierzania przez muzyków Limp Bizkit różnych kostiumów, w tym m.in. dwuczęściowego kostiumu konia.
Pod koniec sceny z motocyklami muzycy zespołu zbierają się i wychodzą, wyglądając na wściekłych. Pod koniec sceny z orkiestrą, zespół po prostu odchodzi z miejsca kręcenia. Natomiast pod koniec sceny z jaskiniowcami, która przy tym stanowi ostatnią część teledysku, Durst bierze duży głaz i rzuca nim w Borlanda.
W 2001 roku teledysk do „My Way” był nominowany do nagrody w kategorii Viewer’s Choice na gali MTV Video Music Awards jednak przegrał z teledyskiem do utworu „Pop” zespołu ’N Sync.

## Wykorzystanie utworu
„My Way” został wykorzystany jako motyw muzyczny zorganizowanej w 2001 roku gali wrestlingu organizacji WWE WrestleMania X-Seven.

## Lista utworów
Opracowano na podstawie materiału źródłowego.
Wydanie CD europejskie (Flip/Interscope 497 551-2) i CD australijskie (Flip/Interscope 497 551-2)
| Nr | Tytuł utworu                        | Długość |
| -- | ----------------------------------- | ------- |
| 1. | „My Way (Album Version)”            | 4:35    |
| 2. | „My Way (Pistols Dancehall Dub)”    | 6:26    |
| 3. | „My Way (Dub Pistols Instrumental)” | 6:26    |
| 4. | „Counterfeit (Lethal Dose Mix)”     | 5:09    |
|    |                                     | 22:36   |

Wydanie CD europejskie (Flip/Interscope 497 550-2(04)) i CD japońskie (Interscope UICS-5012)
| Nr | Tytuł utworu                          | Długość |
| -- | ------------------------------------- | ------- |
| 1. | „My Way (Album Version)”              |         |
| 2. | „My Way (William Orbit Remix)”        |         |
| 3. | „My Way (William Orbit Instrumental)” |         |
| 4. | „My Way (Enhanced Video)”             |         |

Wydanie CD australijskie (Flip/Interscope 497 550-2)
| Nr | Tytuł utworu                   | Długość |
| -- | ------------------------------ | ------- |
| 1. | „My Way (Album Version)”       |         |
| 2. | „My Way (William Orbit Remix)” |         |
| 3. | „My Way (William Orbit Edit)”  |         |
| 4. | „My Way (Enhanced Video)”      |         |

Wydanie CD brytyjskie (Flip/Interscope 497 573-2)
| Nr | Tytuł utworu                                 | Długość |
| -- | -------------------------------------------- | ------- |
| 1. | „My Way (Album Version)”                     | 4:33    |
| 2. | „My Way (William Orbit Remix) (Full Length)” | 6:38    |
| 3. | „My Way (DJ Premier Remix) (Main)”           | 4:36    |
| 4. | „Video My Way”                               | 4:53    |
|    |                                              | 20:40   |

Wydanie CC brytyjskie (Interscope 497 574-4)
| Nr | Tytuł utworu                    | Długość |
| -- | ------------------------------- | ------- |
| 1. | „A1 My Way (Album Version)”     |         |
| 2. | „A2 Rollin’ (Air Raid Vehicle)” |         |
| 3. | „B1 My Way (Album Version)”     |         |
| 4. | „B2 Rollin’ (Air Raid Vehicle)” |         |

## Premiera radiowa i wydanie
| Region            | Data                 | Format                       | Wytwórnia                        | Źródło |
| ----------------- | -------------------- | ---------------------------- | -------------------------------- | ------ |
| Stany Zjednoczone | 17 października 2000 | mainstream rock, active rock | Flip Records, Interscope Records | [ 17 ] |
| Stany Zjednoczone | 27 marca 2001        | contemporary hit radio       | Flip Records, Interscope Records | [ 18 ] |
| Australia         | 4 czerwca 2001       | CD                           | Flip Records, Interscope Records | [ 19 ] |
| Nowa Zelandia     | 11 czerwca 2001      | CD                           | Flip Records, Interscope Records | [ 20 ] |
| Wielka Brytania   | 11 czerwca 2001      | CD, CC                       | Flip Records, Interscope Records | [ 21 ] |
| Japonia           | 19 września 2001     | CD                           | Flip Records, Interscope Records | [ 22 ] |

## Notowania na listach przebojów
| Lista (2001)                                        | Pozycja |
| --------------------------------------------------- | ------- |
| Australia (ARIA)                                    | 57      |
| Austria (Ö3 Austria Top 40)                         | 51      |
| Belgia (Ultratip Bubbling Under Flandria)           | 6       |
| Belgia (Ultratip Bubbling Under Walonia)            | 18      |
| Kanada (Radio; Nielsen BDS)                         | 95      |
| Kanada (Rock; Nielsen BDS)                          | 24      |
| Europa (Eurochart Hot 100 Singles)                  | 24      |
| Finlandia (Suomen virallinen lista)                 | 20      |
| Holandia (Single Top 100)                           | 56      |
| Irlandia (Top 100 Singles)                          | 10      |
| Niemcy (Offizielle Deutsche Charts)                 | 38      |
| Nowa Zelandia (Recorded Music NZ)                   | 41      |
| Stany Zjednoczone (Billboard Hot 100 (Billboard))   | 75      |
| Stany Zjednoczone (Alternative Airplay (Billboard)) | 3       |
| Stany Zjednoczone (Mainstream Rock (Billboard))     | 4       |
| Stany Zjednoczone (Mainstream Top 40 (Billboard))   | 40      |
| Szkocja (OCC)                                       | 3       |
| Szwajcaria (Singles Top 100)                        | 99      |
| Szwecja (Sverigetopplistan)                         | 30      |
| Wielka Brytania (UK Singles Chart)                  | 6       |
| Włochy (FIMI)                                       | 36      |

| Lista (2001)                                           | Pozycja |
| ------------------------------------------------------ | ------- |
| Irlandia (Top 100 Singles)                             | 99      |
| Stany Zjednoczone (Mainstream Rock Tracks (Billboard)) | 19      |
| Stany Zjednoczone (Modern Rock Tracks (Billboard))     | 19      |
| Wielka Brytania (UK Singles Chart)                     | 132     |

## Certyfikaty
| Region                | Certyfikat |
| --------------------- | ---------- |
| Wielka Brytania (BPI) | złoto      |